# Streptochaeta spicata
Streptochaeta spicata é uma espécie de planta do gênero Streptochaeta e da família Poaceae.

## Taxonomia
A espécie foi descrita em 1829 por Christian Gottfried Daniel Nees von Esenbeck.
O seguinte sinônimo já foi catalogado:  
- Lepideilema lancifolium  Trin.

## Forma de vida
É uma espécie terrícola e herbácea.

## Descrição
| Folha              | Folha             |
| ------------------ | ----------------- |
| forma              | oval              |
| pilosidade adaxial | glabra            |
| pilosidade abaxial | curtamente pilosa |
| Inflorescência     |                   |
| inflorescência     | racemosa          |
| Flor               |                   |
| estame             | diadelfo          |

## Conservação
A espécie faz parte da Lista Vermelha das espécies ameaçadas do estado do Espírito Santo, no sudeste do Brasil. A lista foi publicada em 13 de junho de 2005 por intermédio do decreto estadual nº 1.499-R.

## Distribuição
A espécie é encontrada nos estados brasileiros de Amazonas, Bahia, Ceará, Espírito Santo, Goiás, Minas Gerais, Mato Grosso do Sul, Mato Grosso, Pará, Pernambuco, Paraná, Rio de Janeiro, Rondônia, Roraima, Rio Grande do Sul, Santa Catarina e São Paulo.
Em termos ecológicos, é encontrada nos  domínios fitogeográficos de Floresta Amazônica, Cerrado e Mata Atlântica, em regiões com vegetação de floresta de terra firme e floresta estacional semidecidual.